# Жабинцы (Новоушицкий район)
Жабинцы (укр. Жабинці) — село в Новоушицком районе Хмельницкой области Украины.
Население по переписи 2001 года составляло 473 человека. Почтовый индекс — 32630. Телефонный код — 3847. Занимает площадь 1,806 км². Код КОАТУУ — 6823382503.

## Местный совет
32630, Хмельницкая обл., Новоушицкий р-н, с. Замехов